# تشارلز دي يونغ
تشارلز دي يونغ (بالإنجليزية: Charles de Young) هو صحفي أمريكي، ولد في 8 يناير 1846 في لويزيانا في الولايات المتحدة، وتوفي في 23 أبريل 1880 في سان فرانسيسكو في الولايات المتحدة.